# نورمان جيفرسون
نورمان جيفرسون (بالإنجليزية: Norman Jefferson)‏ هو لاعب كرة قدم أمريكية أمريكي، ولد في 7 أغسطس 1964 في Marrero, Louisiana ‏ في الولايات المتحدة.